# Projektive Varietät
In der klassischen algebraischen Geometrie, einem Teilgebiet der Mathematik, ist eine projektive Varietät ein geometrisches Objekt, das durch homogene Polynome beschrieben werden kann.

## Definition
Es sei {\displaystyle K} ein fest gewählter, algebraisch abgeschlossener Körper.
Der {\displaystyle n}-dimensionale projektive Raum über dem Körper {\displaystyle K}
ist definiert als
{\displaystyle P^{n}:=(K^{n+1}\setminus \{(0,\ldots ,0)\})/\sim }
für die Äquivalenzrelation
{\displaystyle (x_{0},\ldots ,x_{n})\sim (y_{0},\ldots ,y_{n})\Leftrightarrow \exists \lambda \in K\setminus \{0\}\colon x_{i}=\lambda y_{i},i=0,\ldots ,n}.
Die Äquivalenzklasse des Punktes {\displaystyle (x_{0},\ldots ,x_{n})} wird mit {\displaystyle \left[x_{0}:\ldots :x_{n}\right]} bezeichnet.
Für ein homogenes Polynom {\displaystyle f\in K[X_{0},\ldots ,X_{n}]} und einen Punkt {\displaystyle x=[x_{0}:\ldots :x_{n}]} ist die Bedingung {\displaystyle f(x_{0},\ldots ,x_{n})=0} unabhängig von den gewählten homogenen Koordinaten von {\displaystyle x}.
Eine projektive algebraische Menge ist eine Teilmenge des projektiven Raumes, die die Form
{\displaystyle \{x\in P^{n}\mid f_{1}(x)=\ldots =f_{k}(x)=0\}}
für homogene Polynome {\displaystyle f_{1},\ldots ,f_{k}} in {\displaystyle K[X_{0},\ldots ,X_{n}]} hat.
Eine projektive Varietät ist eine irreduzible projektive algebraische Menge, d. h., die Polynome {\displaystyle f_{1},\ldots ,f_{k}} sollen ein Primideal in {\displaystyle K[X_{0},\ldots ,X_{n}]} erzeugen.

## Beispiele
- {\displaystyle P^{n}\times P^{m}} ist eine projektive Varietät mittels der Segre-Einbettung

{\displaystyle P^{n}\times P^{m}\to P^{(n+1)(m+1)-1},(x_{i},y_{j})\mapsto x_{i}y_{j}} (in lexikographischer Ordnung).
- Das Faserprodukt zweier projektiver Varietäten ist eine projektive Varietät.
- Hyperflächen sind Nullstellenmengen eines irreduziblen homogenen Polynoms. Jede irreduzible abgeschlossene Untermenge der Kodimension 1 ist eine Hyperfläche.
- Eine glatte Kurve (d. h. Kurve ohne Singularitäten) ist genau dann eine projektive Varietät, wenn sie vollständig ist. Ein Beispiel sind elliptische Kurven, die sich in {\displaystyle P^{2}} einbetten lassen. (Allgemein kann jede glatte vollständige Kurve in {\displaystyle P^{3}} eingebettet werden.) Glatte vollständige Kurven vom Geschlecht größer als 1 heißen hyperelliptische Kurven, wenn es einen endlichen Morphismus vom Grad 2 auf den {\displaystyle P^{1}} gibt.
- Abelsche Varietäten besitzen ein amples Geradenbündel und sind deshalb projektiv. Beispiele sind elliptische Kurven, Jacobi-Varietäten und K3-Flächen.
- Grassmann-Mannigfaltigkeiten sind projektive Varietäten mittels Plücker-Einbettung.
- Fahnenmannigfaltigkeiten sind projektive Varietäten mittels Einbettung in ein Produkt von Graßmann-Mannigfaltigkeiten.
- Kompakte Riemannsche Flächen (kompakte eindimensionale komplexe Mannigfaltigkeiten) sind projektive Varietäten. Nach dem Satz von Torelli werden sie durch ihre Jacobi-Varietät eindeutig bestimmt.
- Eine kompakte zweidimensionale komplexe Mannigfaltigkeit mit zwei algebraisch unabhängigen meromorphen Funktionen ist eine projektive Varietät. (Chow-Kodaira)
- Der Kodaira-Einbettungssatz gibt ein Kriterium, wann eine Kähler-Mannigfaltigkeit eine projektive Varietät ist.

## Invarianten
- Das Hilbert-Samuel-Polynom des homogenen Koordinatenringes {\displaystyle K\left[X_{0},\ldots ,X_{n}\right]/I}, wenn die projektive Varietät durch das homogene Primideal {\displaystyle I} definiert ist. Aus dem Hilbert-Samuel-Polynom ergeben sich insbesondere die Dimension, der Grad und das arithmetische Geschlecht der Varietät.
- Die Picardgruppe (die Gruppe der Isomorphismenklassen von Linienbündeln) und die Jacobi-Varietät (der Kern von {\displaystyle deg:Pic(X)\rightarrow \mathbb {Z} }).